# Камінський В'ячеслав Арсенович
В'ячеслав Арсенович Камінський (нар. 1869 — 1938) — український історик права, філолог, етнограф.

## Біографія
У 1896 закінчив слов'янське відділення Варшавського університету, працював секретарем історико-філологічного відділення Товариства історії і права при Варшавському університеті. У 1906–1918 викладав у середній школі. Протягом 1910–1913 за дорученням Санкт-Петербурзької АН працював над виучуванням Волинського Полісся.
У 1918 завідував відділом українських гімназій Міністерства народної освіти. З травня 1919 багато років був секретарем Комісії по виучуванню звичаєвого права ВУАН. У липні 1920 був відряджений ВУАН від ВБУ на Поділля і Волинь для розшуку книжок та книгозбірень для бібліотеки. Брав активну участь у створенні Вінницької філії ВБУ, у 1920–1921 працював у ній старшим бібліотекарем.
З 1921 був нештатним постійним співробітником Фольклорно-етнографічної комісії, дійсним членом Діалектологічної комісії ВУАН. Працював нештатним постійним співробітником з окремих наукових доручень Історично-філологічного відділу ВУАН.
З 1927 викладав у Київському художньому інституті.
У 1930-ті був репресований, як багато членів комісій ВУАН.

## Публікації
У 1925–1929 активно друкувався у Етнографічному віснику.
- Камінський В. Парубоцькі громади на Поділлі як звичаєво-правний інститут // Нариси звичаєвого права України. — К., 1928. — С. 1-18